# Вацлав Шимановський (скульптор)
Вацлав Шимановський (нар. 23 серпня 1859 р. в Варшаві, пом. 22 липня 1930 там же) — польський скульптор і художник, працював в стилі модерн.

## Біографія
Був сином письменника Вацлава Шимановського і батьком проф. Вацлава Шимановського. У 1875-1879рр. вивчав скульптуру у Ципріана Годебского і вивчав живопис у французькій Національній вищій школі витончених мистецтв «École des Beaux-Arts», навчався в 1880-1882рр. в Мюнхені (в середині жовтня 1880р. вступив до Академії витончених мистецтв - Antikenklasse), водночас працюючи в художній майстерні разом з Станіславом Грохольським. У 1889 році за картину «Сварка гуцулів» (пол. «Kłótnia Hucułów») він отримав золоту медаль на виставці в Парижі, де проживав до 1905 року, залишивши малярство в 1895 році, повністю присвятивши себе скульптурі.
2 травня 1923 року йому було присвоєно офіцерський Хрест Ордена Відродження Польщі. Художник одружився з американською дівчиною Габріель Тернер. Похований на Раковицькому цвинтарі в Кракові (ряд 33 І) у сімейній гробниці власного проекту.

## Творчість
Вацлав Шимановський був автором багатьох надгробних плит (у тому числі для свого батька на Повонзківському цвинтарі) та пам'ятників (пам'ятника Фридерику Шопену у Варшаві з 1909 (дизайн) - 1926 (виконання), на даний час на місці оригіналу знищеного німцями стоїть копія). У Варшаві в парку ім. Ромуальда Траугутта знаходиться скульптура Материнство (пол. Macierzyństwo) з 1903 року, встановлена там в 1929 році.
У 1984 році в Вроцлаві був відкритий пам'ятник Юліушу Словацькому. Пам'ятник виконаний Анджеєм Леттовським на основі півметрової скульптури Вацлава Шимановського з 1905 року. Пам'ятник Ю.Словацькому відлитий в бронзі що в Парижі спочатку стояв в Кременцю.
Одним з нереалізованих проектів художника була монументальна скульптурна композиція «Похід на Вавель» (дизайн 1907-1911). Він був створений після знесення австрійської лікарні, яка займала західну частину двору Королівського замку на Вавелі. Вона складалася з 52 фігур із зображенням польських правителів та інших особистостей. Через свій суперечливий характер не була реалізована. Модель композиції "Похід на Вавель", а також скульптура "Міцкевич після імпровізації" з 1898 року зберігається сьогодні в Національному музеї в Кракові. У 1903 році був відкритий пам'ятник Артура Гроттгера згідно з проектом Шимановського з 1898 року.

## Джерело
- Encyklopedia Warszawy z 1994. PWN, Warszawa.
- M. Wallis, 1974: Secesja. Wydanie II. Wydawnictwo „Arkady”, Warszawa.
- Joanna Daranowska-Łukaszewska: Szymanowski Wacław. W: Polski Słownik Biograficzny. T. 50. Warszawa – Kraków: Instytut Historii PAN, 2014, s. 106–111. ISBN 978-83-63352-36-3.